# د فوروم شاپس ات سیزرز

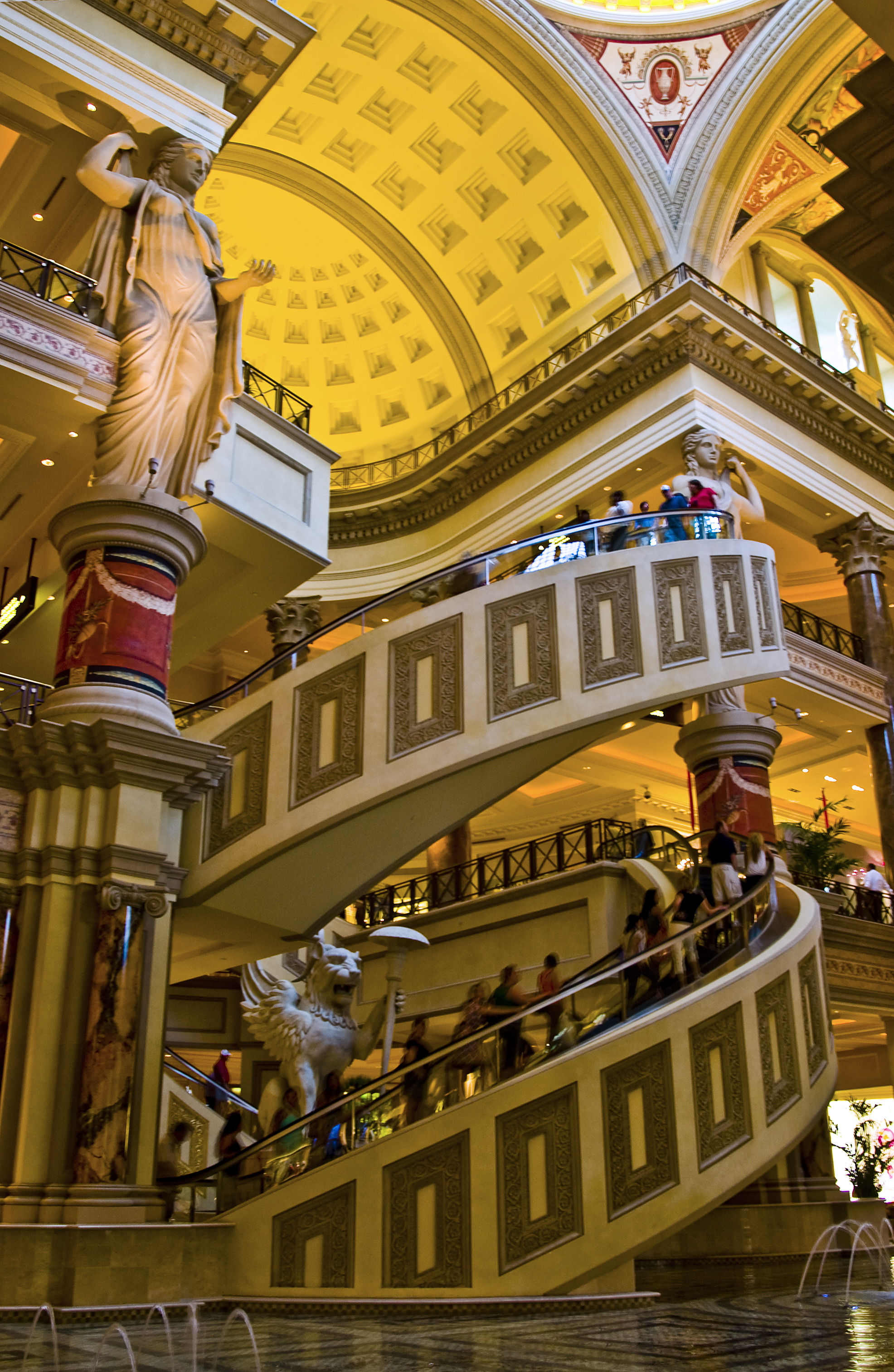
داخل مرکز خرید فروم در سیزرز.

د فوروم شاپس ات سیزرز یا فروشگاه‌های فروم در هتل سزار (به انگلیسی: The Forum Shops at Caesars) نام یکی از معتبرترین مراکز خرید در لاس وگاس است.
این مرکز در نوار لاس وگاس قرار دارد.

## نگارخانه

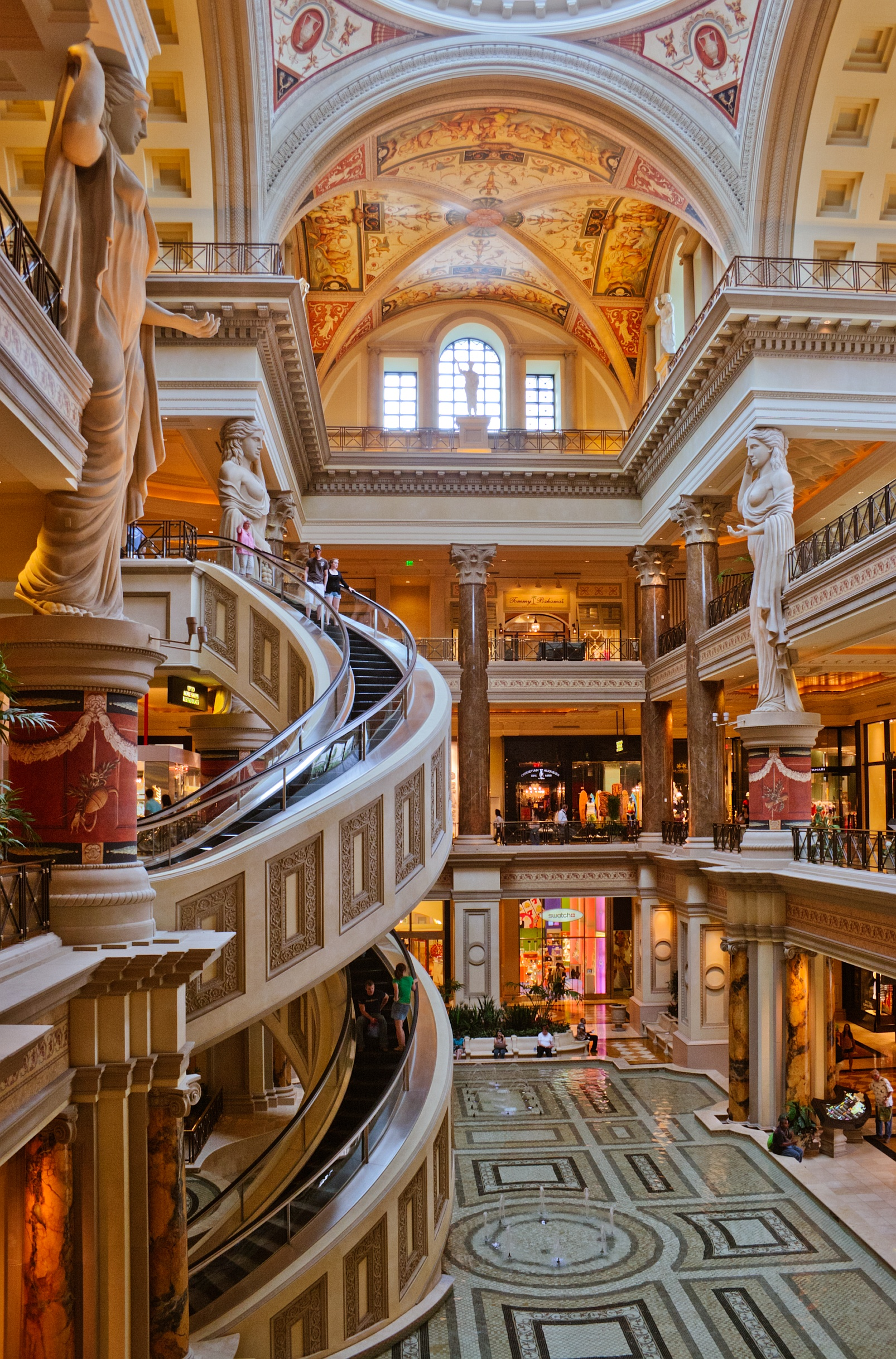